# Patagonia argentina

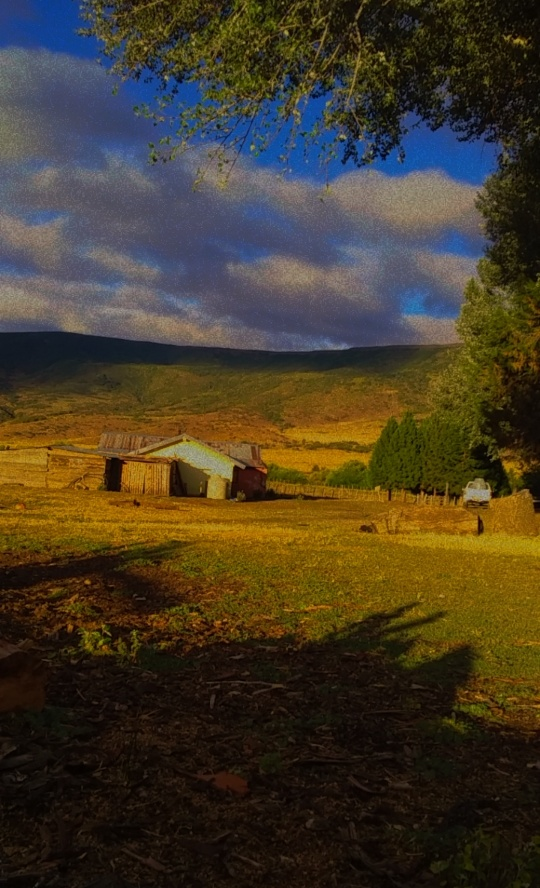
Patagonia Argentina

La Patagonia argentina, denominada también Patagonia oriental o región patagónica argentina, es una de las cuatro regiones para el desarrollo económico y social de la República Argentina. Está formada por las provincias de La Pampa, Chubut, Provincia del Neuquén, Río Negro, Santa Cruz y Tierra del Fuego, Antártida e Islas del Atlántico Sur.
Está ubicada al sur del país, comprende la parte de la Patagonia que se encuentra dentro de los límites argentinos. Limita al norte con Nuevo Cuyo y Centro, al este con la provincia de Buenos Aires y el océano Atlántico, y al oeste con Chile (Cordillera de los Andes). Es la más extensa territorialmente, contando con 1 060 631 km² (804 538 de Argentina y 256 093 de Chile). Sin embargo, representa la menor densidad de población de las regiones argentinas. En el censo oficial del año 2010, se contabilizó a 2 348 793 habitantes, que en relación con la extensión territorial equivale a la tasa poblacional más baja del país con 2,5 hab/km².

## Generalidades

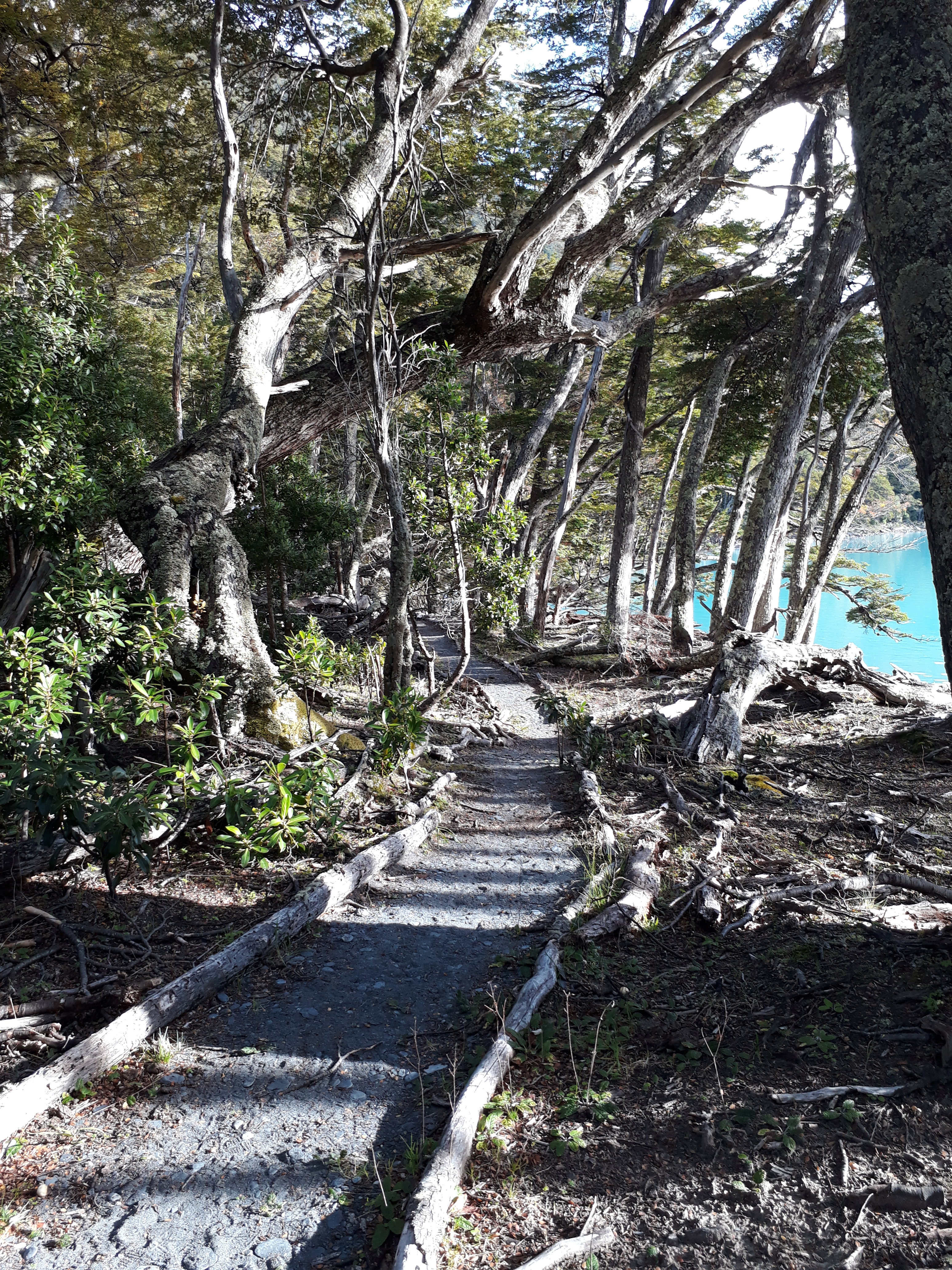
Bahía Toro

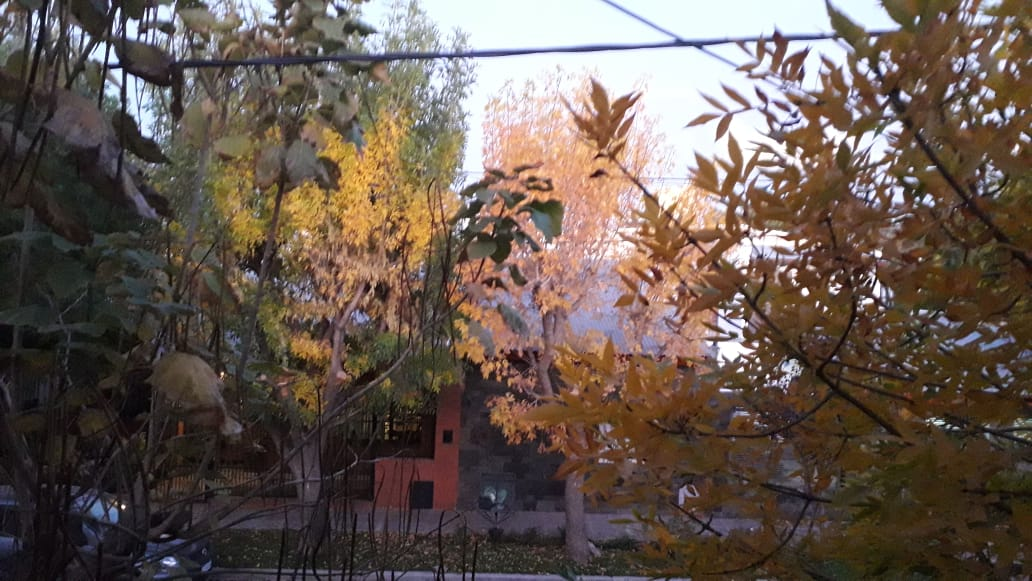
Barrio de Neuquén (Patagonia-Argentina) en pleno otoño

Cartografía de América del autor español Diego Gutiérrez (1562). Representando en el extremo sur a los habitantes originarios de la "Tierra de Patagones".

La región patagónica argentina se subdivide según dos criterios:
- Patagonia Norte o región del Comahue: incluyendo las provincias de Río Negro y de Neuquén, y según algunos autores, el partido de Patagones de la Provincia de Buenos Aires y parte de la provincia de La Pampa; y
- Patagonia Sur que incluye a las provincias de Chubut, Santa Cruz y la Tierra del Fuego, Antártida e Islas del Atlántico Sur.

La Patagonia argentina en sus tierras emergidas en el sector continental sudamericano, se extiende por más de 800 000 km². Sin embargo, al incorporarse el sector de la Antártida Argentina -que forma un departamento de la provincia de Tierra del Fuego, Antártida Argentina e Islas del Atlántico Sur- el área emergida se incrementa a los 1 700 000 km².
Las ciudades más importantes son: Neuquén y General Roca en el Alto Valle del río Negro; Bariloche y El Bolsón en la Cordillera; Las Grutas, Comodoro Rivadavia y Puerto Madryn sobre el mar; y Trelew en el Valle del río Chubut. Ushuaia -capital de la Provincia de Tierra del Fuego, Antártida e Islas del Atlántico Sur- es la única ciudad trasandina de la Argentina.

## Toponimia
La Patagonia recibió su nombre de los «patagones», nombre dado a los nativos vistos por la expedición española liderada por el portugués Fernando de Magallanes, que desembarcaron por primera vez en la costa atlántica en 1520, en las proximidades de la actual localidad argentina Puerto San Julián. Si bien no existe consenso al respecto, se cree que el origen del término patagón procede de los relatos del cronista Antonio Pigafetta a bordo de la Expedición de Magallanes-Elcano, quien narra en sus escritos el encuentro con un hombre de gran tamaño en las costas patagónicas, creando así el mito de los gigantes patagónicos. No obstante, es probable que dicho término derive del conocido Gran Patagón, célebre gigante del romance de caballería español Primaleón.

## Límites geográficos

Mapa de la Patagonia Argentina según las definiciones del Tratado Región Patagónica, donde se halla integrada también La Pampa, muchas veces denominada «puerta de la Patagonia», por su carácter de acceso norte a la región, así como las islas Malvinas, Georgias del Sur, Sandwich del Sur, y Antártida Argentina.

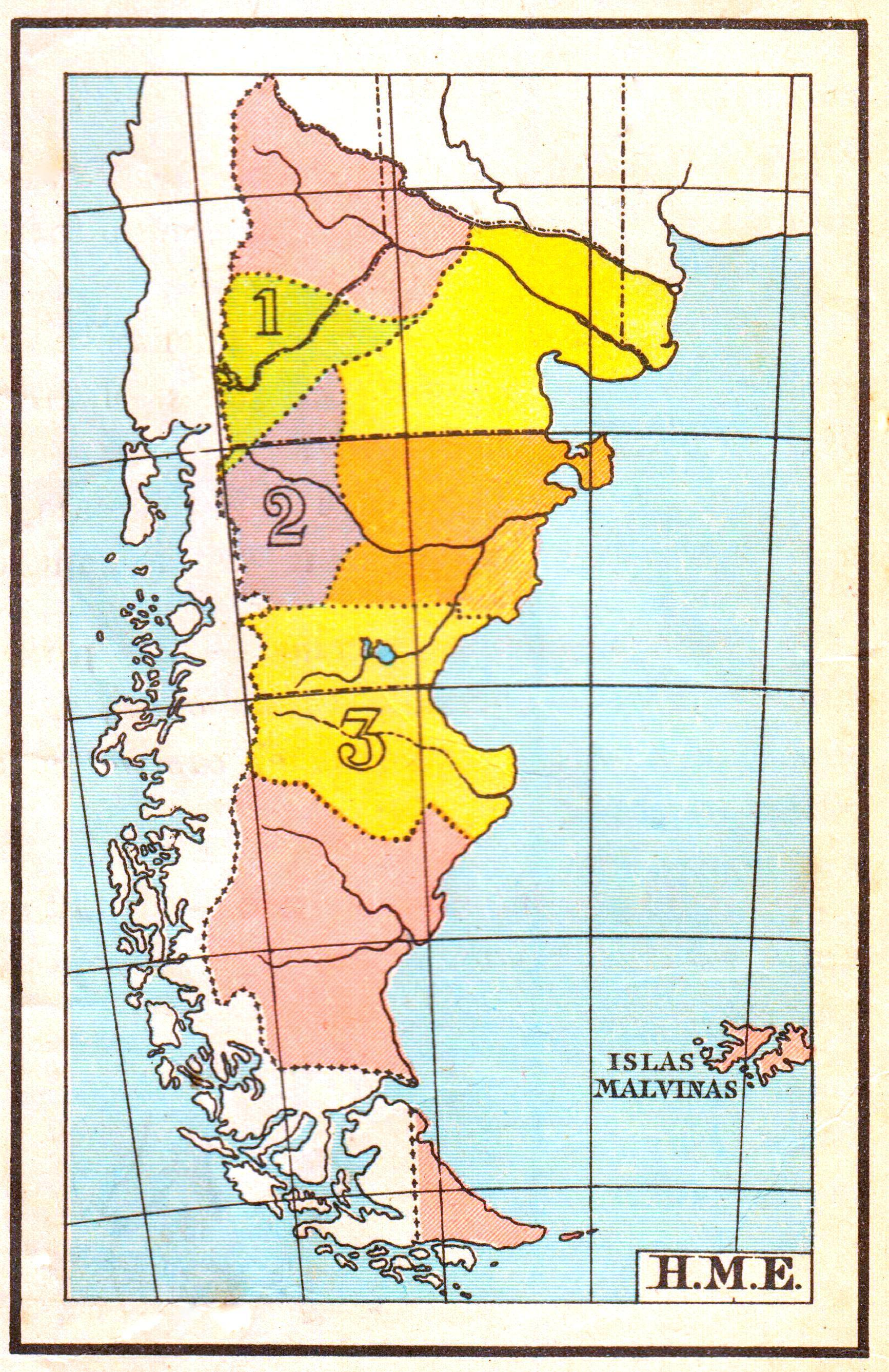
Antigua división administrativa de la Patagonia, donde se observan las gobernaciones proyectadas de Los Lagos, San Martín y Patagonia (que no se implementaron), además de los territorios que luego se transformaron en provincias.

Físicamente las provincias que la componen, de norte a sur, son:
- Sur de Provincia de Mendoza (Departamento Malargüe)
- Sur de  Provincia de Buenos Aires (partido de Villarino y de Patagones)
- Provincia del Neuquén
- Gran parte de  Provincia de La Pampa
- Provincia de Río Negro
- Provincia del Chubut
- Provincia de Santa Cruz
- Provincia de Tierra del Fuego, Antártida e Islas del Atlántico Sur

### Conflicto por la inclusión de la provincia de La Pampa

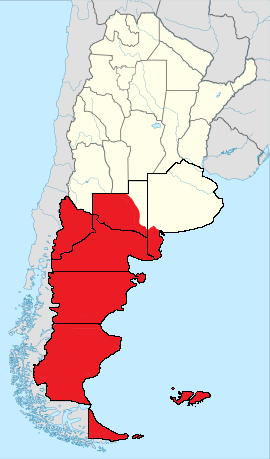
Región Patagónica Argentina (incluyendo la mayor parte de La Pampa y las Islas Malvinas)

El problema se suscita en que el territorio de La Pampa se halla repartido entre las regiones de Cuyo, Patagonia, central y en mayor medida en Pampa húmeda. Análogamente se da el mismo problema para la Provincia de Buenos Aires, esta vez con el partido de Puan, el de Villarino e incluso el de Bahía Blanca, dado que están en el área limítrofe de esta región, considerándose Bahía Blanca parte de la Patagonia. En lo que respecta a su ubicación, Puan y Bahía Blanca se hallan bastante al norte del río Colorado, el partido de Villarino se halla también al norte del río Colorado, pero ribereño a él, y el de Patagones se encuentra al sur del río Colorado y goza de las mismas exenciones impositivas y beneficios que los pobladores patagónicos. De hecho, los dos primeros partidos (con cabecera en las localidades Puan y Médanos respectivamente), solicitaron ser considerados patagónicos, lo que, entre otros beneficios, les reportaría exenciones impositivas.
Históricamente la Patagonia argentina comprendió el territorio nacional llamado Gobernación de la Patagonia, sus límites contenían a La Pampa -una de las razones de la provincia para ser incluida- y todo el sur de la Provincia de Buenos Aires hasta el Cabo de Hornos. Poseía su capital en la actual Viedma y posteriormente se escindió de ella la Gobernación de La Pampa.

### Conflicto por la inclusión del territorio insular
La inclusión del territorio insular argentino (Islas Malvinas, Georgias del Sur y Sandwich del Sur) son también un tema de debate. Desde el punto de vista histórico y cultural, muchas veces no se incluyen a estas como parte de la Patagonia, y se considera a esta únicamente dentro del territorio continental, ya que los habitantes de ambos lugares no comparten rasgos taxonómicos entre sí, esto se ha visto influenciado desde la posición británica sobre las islas, lo que ha dado lugar a que los rasgos más típicos de la Patagonia fueran desapareciendo para dar paso a los rasgos típicos británicos. Pero desde el punto de vista geográfico y administrativo, normalmente sí consideran a las islas como parte de la región. Esto se debe a que las islas (sobre todo las Malvinas) comparten características geográficas y biológicas con la Patagonia. Además, según las reclamaciones territoriales argentinas, las islas, junto con las reclamaciones antárticas forman parte de la provincia de Tierra del Fuego, lo que las harían, inclusive la zona antártica, formar parte de la región patagónica.

## Límites políticos-económicos
Hoy en día sus límites son difusos y son fuente de disputa de las provincias lindantes por intereses socioeconómicos.
En lo político se hicieron esfuerzos para incluir a La Pampa como «puerta de la Patagonia», lo que se logró en el tratado regional de 1996 firmado en la capital pampeana, que comprometió a todas las provincias a englobarse en la Región de la Patagonia.
Esta facultad de las provincias de nuclearse en regiones se encuentra en el art. 124 de la Constitución de la Nación Argentina, el artículo alude a que «las provincias podrán crear regiones para el desarrollo económico y social». La Pampa sería integrante formal de la región económica-social Patagonia, aunque no de la Patagonia Argentina como región geográfica.
El artículo N° 4 de ese tratado establece:

El territorio de la Región de la Patagonia está conformado por las provincias de La Pampa, Neuquén, Río Negro, Chubut, Santa Cruz y Tierra del Fuego, Antártida e Islas del Atlántico Sur, abarcando el subsuelo, el Mar Argentino adyacente y el espacio aéreo correspondiente.

## Subregionalización

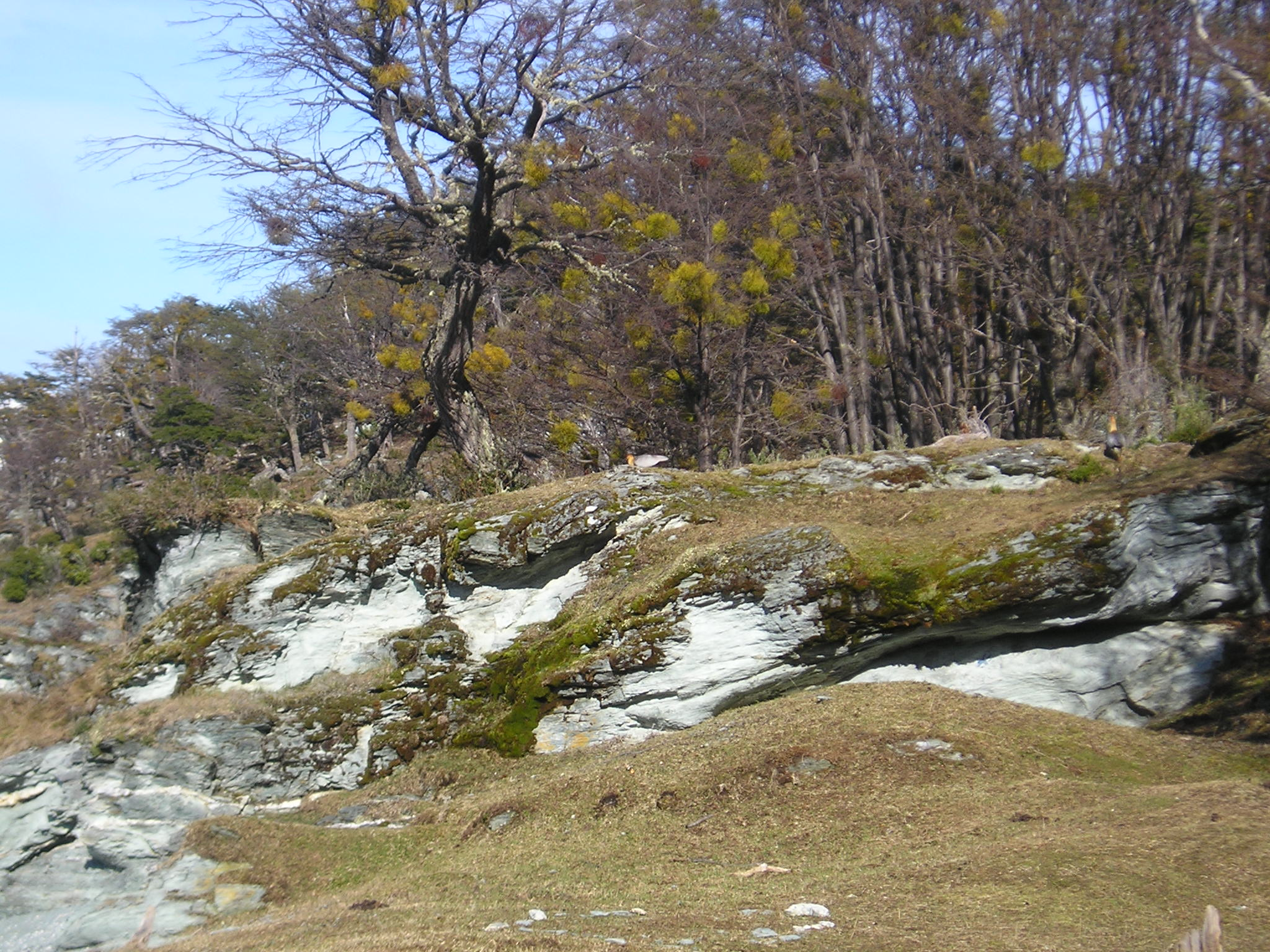
Bosque de lenga(Nothofagus pumilio) con presencia de la planta hemiparásitaMisodendrum spp., en la isla Grande de Tierra del Fuego.

Al ser una región vasta y compleja en todo sentido se atiende a una serie de factores del ámbito físico, recursos naturales, población, condiciones para el desarrollo de actividades. Existen así diversas propuestas de subregionalización del espacio patagónico. Por ejemplo, siguiendo el mismo criterio político establecido para la regionalización, el Instituto Nacional de Estadística y Censos distingue dos subregiones:
- Patagonia norte: comprende las provincias de La Pampa, Neuquén y Río Negro. Es la más poblada, más fértil y de clima más benigno. A esta región también se la puede llamar Región del Comahue.
- Patagonia sur o austral: integrada por Chubut, Santa Cruz y Tierra del Fuego. Se acentúan las desventajas que en general presenta la región para el asentamiento humano como el clima frío y riguroso, la aridez de los suelos, la precariedad de las redes viales y la carencia de servicio ferroviario - con las consiguientes dificultades para la comunicación y el transporte. Todo esto hace que las condiciones de vida sean más duras que en la anterior subdivisión[5]

## Aspectos geográficos
La Patagonia argentina presenta dos tipos de relieve claramente diferenciados. 
- Al este es el ámbito de las mesetas, que recibe el nombre de meseta patagónica. El relieve es mesetario escalonado cortado por valles fluviales y por bajos. La acción de la meseta no termina en la tierra sino que eleva la costa patagónica formando numerosos accidentes costeros como cabos, puntas, caletas, cuevas, islas, bahías, y distintas playas. La vegetación corresponde a la región fitogeográfica del Monte.
- La subregión de Patagonia extraandina es un punto medio entre las grandes subregiones. Tiene clima frío y seco, y la vegetación corresponde a la región fitogeográfica de Estepa.
- Al oeste es el ámbito de las montañas, cuya vegetación típica es el bosque andino-patagónico. La subregión andina coincide con los Andes patagónicos. Según la cantidad de precipitaciones, su vegetación se divide en bosque andino patagónico y bosque subpolar magallánico. En la región hay numerosos lagos, y una gran parte de este territorio se encuentra incluida en áreas protegidas, como el Parque Nacional Lanin, el Parque Nacional Nahuel Huapi, Parque Nacional los Alerces, Parque Nacional Los Glaciares, entre otros.

### Andes patagónicos

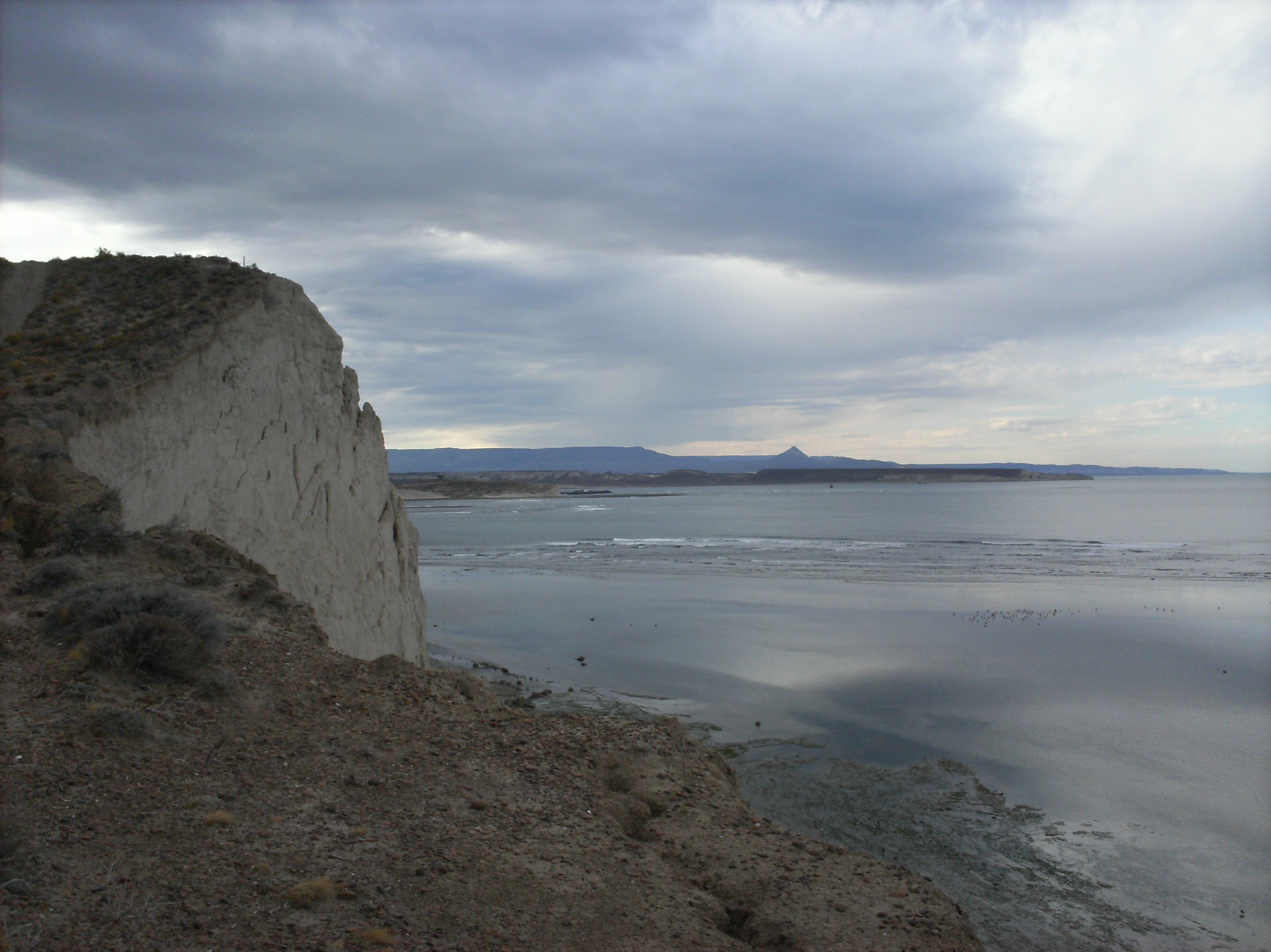
La playa de cabo San Jorge, en Caleta Córdova, mira al pico Salamanca a lo lejos.

La Cordillera de los Andes en la Argentina presenta dos grandes diferencias o sectores:
- Andes de Transición: al ser más bajos, los pasos fronterizos se presentan a menor altura y la comunicación con Chile, a través de ellos, resulta más fácil. Durante el invierno las nevadas provocan frecuentes cierres de esos pasos, que dificultan los contactos con el país vecino.
- Andes patagónicos: aquí se concentra la mayor cuenca lacustre de la Argentina. Entre los lagos más grandes están el Buenos Aires, Argentino, Viedma, Fagnano y Nahuel Huapi.

Se presentan en forma de cordones aislados, separados por amplios valles. Desde el Paso de Pino Hachado hasta la Isla de los Estados, donde se hunden, se encuentran las dos áreas muy elevadas (más de 3000 m s. n. m.), separadas por un sector donde las cumbres no superan los 2500 m s. n. m.
Aún quedan unos restos de la última glaciación en el campo de hielo continental, del que vienen numerosos glaciares como el Perito Moreno, entre otros.

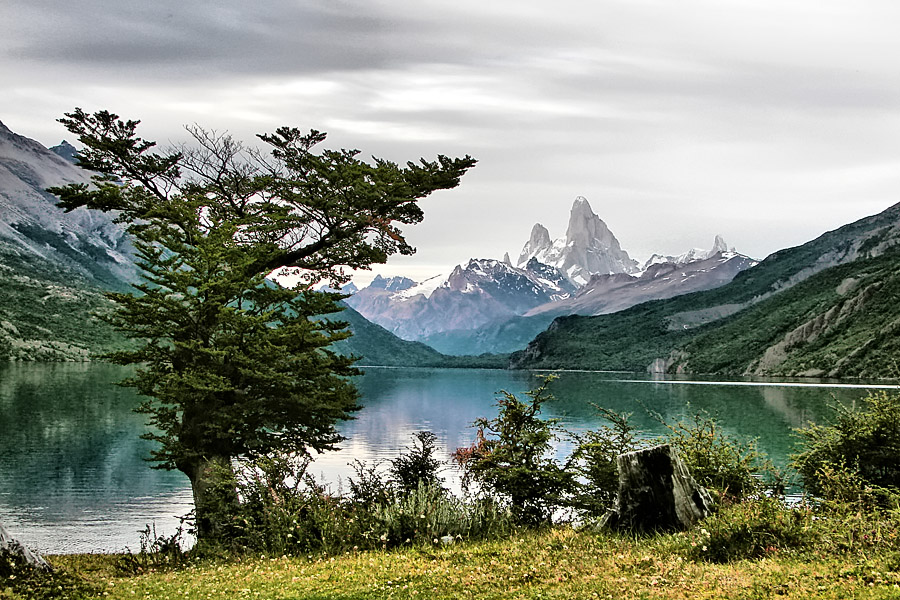
El Lago del Desierto y el monumental cerro Fitz Roy.

Los ríos que nacen en esta cordillera tienen gran potencia hidráulica por lo que pueden ser aprovechados para obtener energía hidroeléctrica. Sobre el río Futaleufú se construyó la represa homónima, mientras que el lago artificial que forma ha sido bautizado Amutui Quimei que en mapudungun significa Belleza Escondida ya que sumergió una excepcional zona de rápidos, con el fin de sacar provecho de todo este potencial energético. Del mismo modo se han construido otras grandes represas tales como las de: El Chocón, Cerros Colorados, Casa de Piedra, Picún Leufú, Piedra del Águila, Collón Cura, y se encuentran en proyecto varias otras, por ejemplo en el curso del río Santa Cruz. El régimen hidrográfico de esta zona tiene dos crecientes anuales, la invernal por causa de lluvias, y la primaveral, que se produce por deshielo.
La temperatura varía con la altura. Los vientos predominantes del oeste son húmedos, originan abundantes precipitaciones con máximas en invierno. Las laderas están cubiertas por bosques que llegan normalmente hasta el nivel de las nieves permanentes. Presentan dos pisos: el arbóreo, que puede llegar a superar los 20 m de altura, y el sotobosque, formado por arbustos como el notro o el calafate y cañas colihue o coligüe.

Entre las especies arbóreas se destacan coníferas y nothofagáceas: el pehuén, el gigantesco alerce patagónico o lahuán, el ciprés de la cordillera, el coihue, el arrayán, el raulí, el radal, el ñire, el maitén, y la lenga.
La acción humana introdujo especies vegetales y animales que se han aclimatado y expandido por el área, como la rosa mosqueta, ciervos europeos, jabalíes, castores (Tierra del Fuego), visones y salmónidos, entre otros. Todas estas especies han sido causa importante de la degradación del medio ambiente patagónico, contribuyendo a la depredación de especies y ecosistemas nativos.

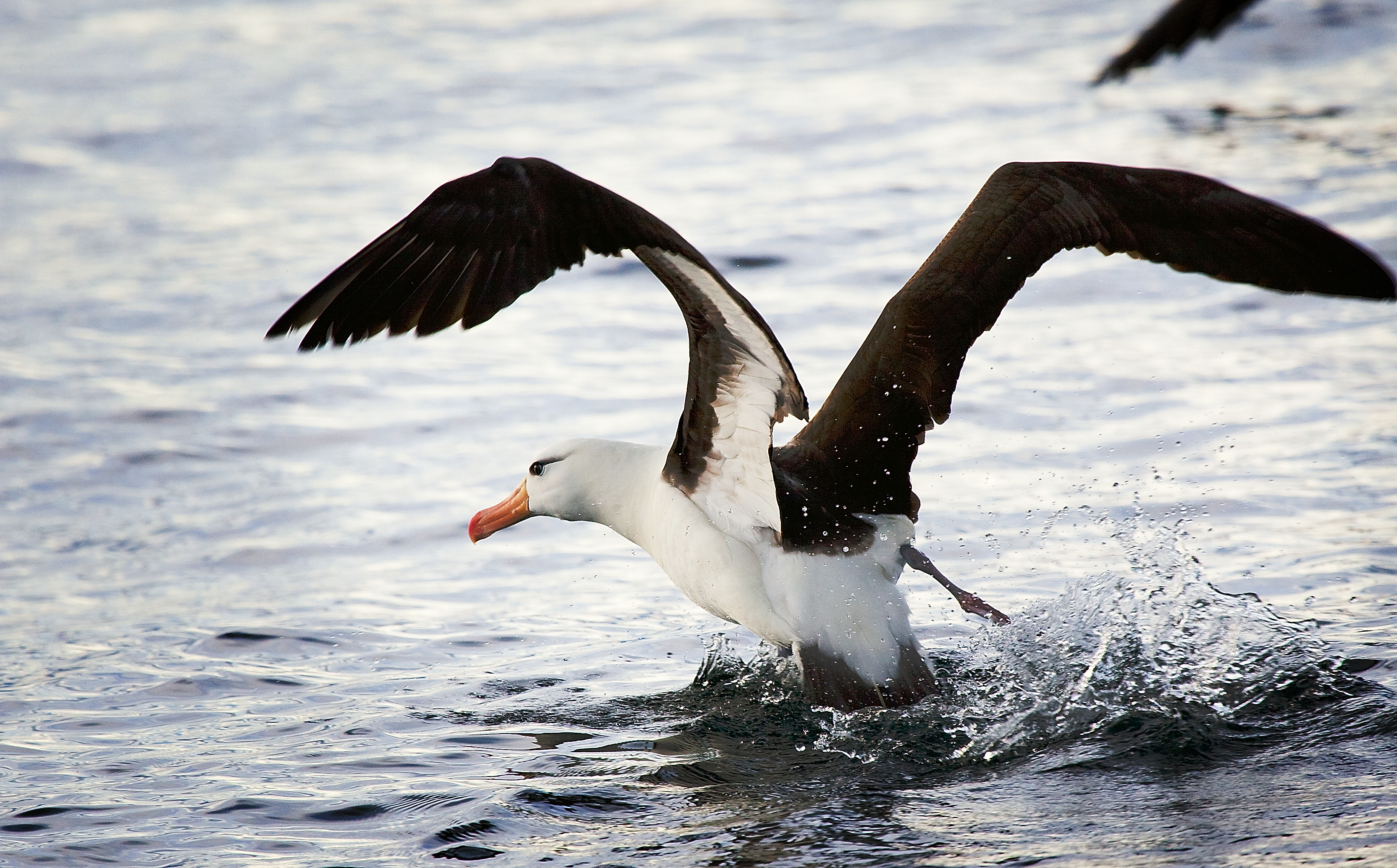
Un albatros de ceja negra en inmediaciones de Ushuaia.

### Áreas protegidas
Para preservar las condiciones naturales de este ámbito, se hicieron numerosos Parques Nacionales, como el Lanín, el Nahuel Huapi y el de Los Glaciares, que fueron declarados Patrimonio Mundial Natural por la UNESCO en 1981. El parque y reserva nacional Los Glaciares, protege el área de los glaciares que desprende hacia el este el Campo de Hielo Continental. El glaciar El Viedma, sobre el lago homónimo, y los glaciares Upsala, Onelli, Spegazzini, Mayo y Perito Moreno en el lago Argentino. Este campo cubre la cordillera patagónica a lo largo de 350 kilómetros y es compartido con Chile. Otros parques nacionales argentinos en la región son el de Los Arrayanes, Los Alerces, Laguna Blanca, Lago Puelo, Perito Moreno, Monte León, Tierra del Fuego, monumento nacional Bosques Petrificados, Bosque Petrificado Sarmiento, estando asimismo en la categoría de Patrimonio Mundial Natural el área de la península Valdés.

## Flora

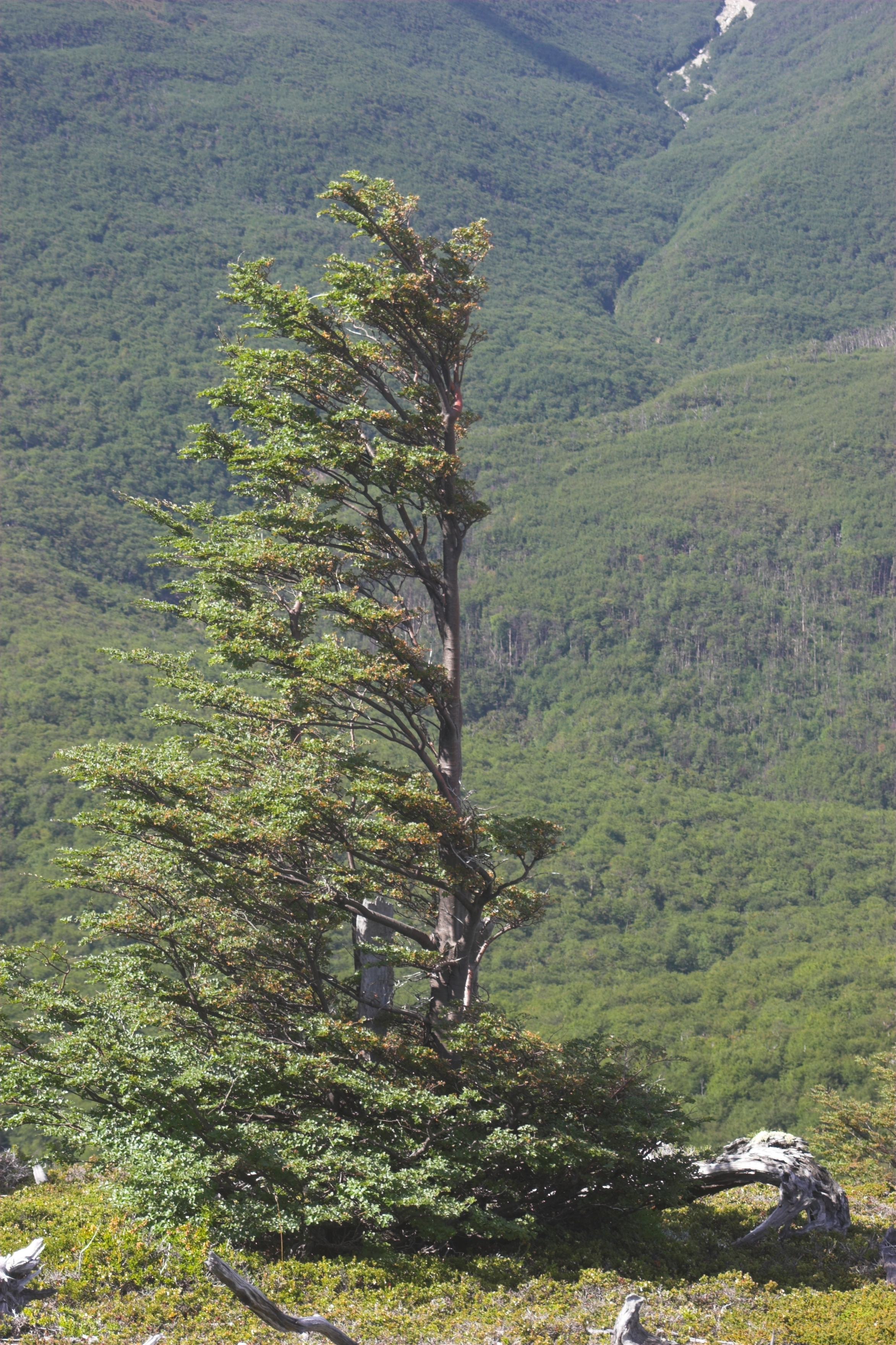
En la cordillera y en gran parte de Tierra del Fuego abundan los bosques húmedos exuberantes. La acción de los vientos moldea la arquitectura de los árboles zonales.

En la estepa arbustiva de la Patagonia extrandina predominan los arbustos xerófilos bajos, como el neneo (Azorella prolifera), y también las gramíneas como los coirones (Festuca spp.). En el fondo de algunos valles y cañadones húmedos existen zonas excepcionalmente fértiles llamadas vegas y mallines. Estos ambientes, estepas y mallines, son comúnmente utilizados para ganadería y a veces son sometidos a sobrepastoreo.
En las zonas más continentales (más secas por estar más alejadas del influjo oceánico) se observan grandes extensiones de vegetación característica del Monte, que están siendo desertificados desde fines del siglo XIX por un sobrepastoreo extremo, esto se ha visto agravado a fines de 2007 e inicios de 2008 por una sequía. Entre los arbustos, especies características son las jarillas (Larrea spp.), alpatacos (Neltume alpataco), zampa (Atriplex lampa), entre otras.
Hacia la cordillera dominan los bosques, que dependiendo de la precipitación y la altura sobre el nivel del mar poseen diversas especies de arbóreas dominantes. A mayor precipitación (> 2500 mm anuales) el bosque adopta características de selva (llamado también selva fría valdiviana, por su similitud con la selva valdiviana presente en la región de Valdivia, Chile) en el que dominan arbóreas perennifolias como el alerce (Fitzroya cupressoides), el ciprés de las Guaitecas (Pilgerodendron uviferum), el maniú hembra (Saxegothaea conspicua) o el maniú macho (Podocarpus nubigenus), entre otras. Estos bosques se caracterizan también por la gran abundancia de especies trepadoras, epífitas y helechos. A menor precipitación, los bosques húmedos están dominados por especies de Nothofagus spp, como por ejemplo el coihue (Nothofagus dombeyi), que es frecuente en las orillas de los lagos y laderas bajas de los cerros. El bosque de transición se considera al bosque o matorral más abierto en el que dominan en general especies arbóreas como el ñire (Nothofagus antarctica) y el ciprés de la cordillera (Austrocedrus chilensis), acompañadas por el maitén (Maytenus boaria), el notro (Embothrium coccineum), el radal (Lomatia hirsuta), y especies más arbustivas como la laura (Schinus patagonicus), el calafate (Berberis microphylla), o el retamo (Diostea juncea). Otro tipo de bosque que se puede encontrar en la Patagonia andina son los bosques caducifolios de lenga (Nothofagus pumilio), que a menor latitud dominan las zonas más altas de las laderas (entre los 1000 y 1700 m s. n. m.) y hacia el sur llegan hasta el nivel del mar. En los sotobosques de estos bosques son comunes diversas especies de Berberis spp., como el calafate o el Berberis serratodentata.
Tussok, nombre dado a formaciones botánicas caracterizadas por predominio de gramíneas coriáceas cuyas alturas median entre el metro y los 2 metros. Las formaciones de tussok se desarrollan principalmente en las zonas frías aunque no constantemente nivales del Hemisferio Sur sobre suelos podsólicos o sobre suelos pobres en materia orgánica y en climas donde son frecuentes los vientos fuertes, motivo por el cual las matas son típicamente achaparradas y redondeadas en la Patagonia.
Según el tipo de suelo y la humedad existen tussoks secos y tussoks húmedos. Los tussoks húmedos son densos, con poco espacio entre las plantas, mientras que los tussoks secos presentan formaciones esteparias ralas con bastante espacio entre las matas.

Ejemplos de tussoks húmedos se encuentran en el norte de Tierra del Fuego, las Islas Malvinas, en ciertas zonas de las Georgias del Sur, en las islas Kerguelen, en otras islas subantárticas, y en el sur de Nueva Zelanda; domina la gran Poa flabellata, cuanto más meridional es la distribución del tussok más se asemeja a la tundra.
El tussok seco es característico del Comahue y la Patagonia Oriental donde predominan los coirones como la Festuca gracillima, el neneo, verbenas y jarillas.
El páramo constituye la superficie estructural de un relieve tabular y se caracteriza por asentarse sobre suelos calizos, escasa vegetación, basada generalmente en el brezo y el matorral, prevalencia de cultivos de secano, una fuerte amplitud térmica, vientos constantes y una hidrografía escasa, aunque en muchas ocasiones aparecen grandes cortes del terreno por los ríos dando lugar a cañones. Debido a su altitud suelen ser frecuentes las nieblas en épocas lluviosas. Suelen aparecer en zonas de media montaña y en zonas de transición entre las sierras y las campiñas. En general, el clima de la región es árido con temperaturas bajas casi todo el año y fuertes amplitudes térmicas y lluvias insuficientes, determinando el bioma del semidesierto, donde predominan los pastos duros de estepa y tusacs tales como el neneo, coirón, y choique mamuel. Si bien, la zona de la cuenca del río Santa Cruz en su región extraandina se encuentra favorecida por un clima morigerado merced al fuerte influjo oceánico, esta es la región de las llamadas Pampas de Diana. Hacia los contrafuertes y pedemontes andinos también es importante la humedad, hasta el grado de favorecer la existencia de bosques, correspondientes a la bosque magallánico con arbóreas como lenga, cohiue de magallanes, ñire, canelo, etc, aunque debido a las altitudes, la franja húmeda cordillerana, con un promedio anual de precipitaciones de 800 mm, es fría casi todo el año. Otro rasgo típico del clima de la mayor parte de la provincia de Santa Cruz es el soplo casi constante de vientos procedentes provocados por el Oceano Pacífico

## Fauna

Guanacos en la cordillera.

Dentro de la fauna autóctona continental encontramos: ciervos como el huemul y el pudú, además de pumas, maras o liebres patagónicas, guanacos, zorros, cóndores, cisnes de cuello negro y choiques. El yaguar existió en el norte de la Patagonia en las provincias de Neuquén, Río Negro y Chubut hasta que fue exterminado por los hombres en el s XIX. Según algunos autores, llegaba por la costa hasta el río Chubut, aunque según otros su dispersión habría alcanzado incluso hasta Santa Cruz. En la fauna litoral se destacan: lobos y elefantes marinos, pingüinos, petreles, cormoranes y ballenas francas.

## Recursos hídricos

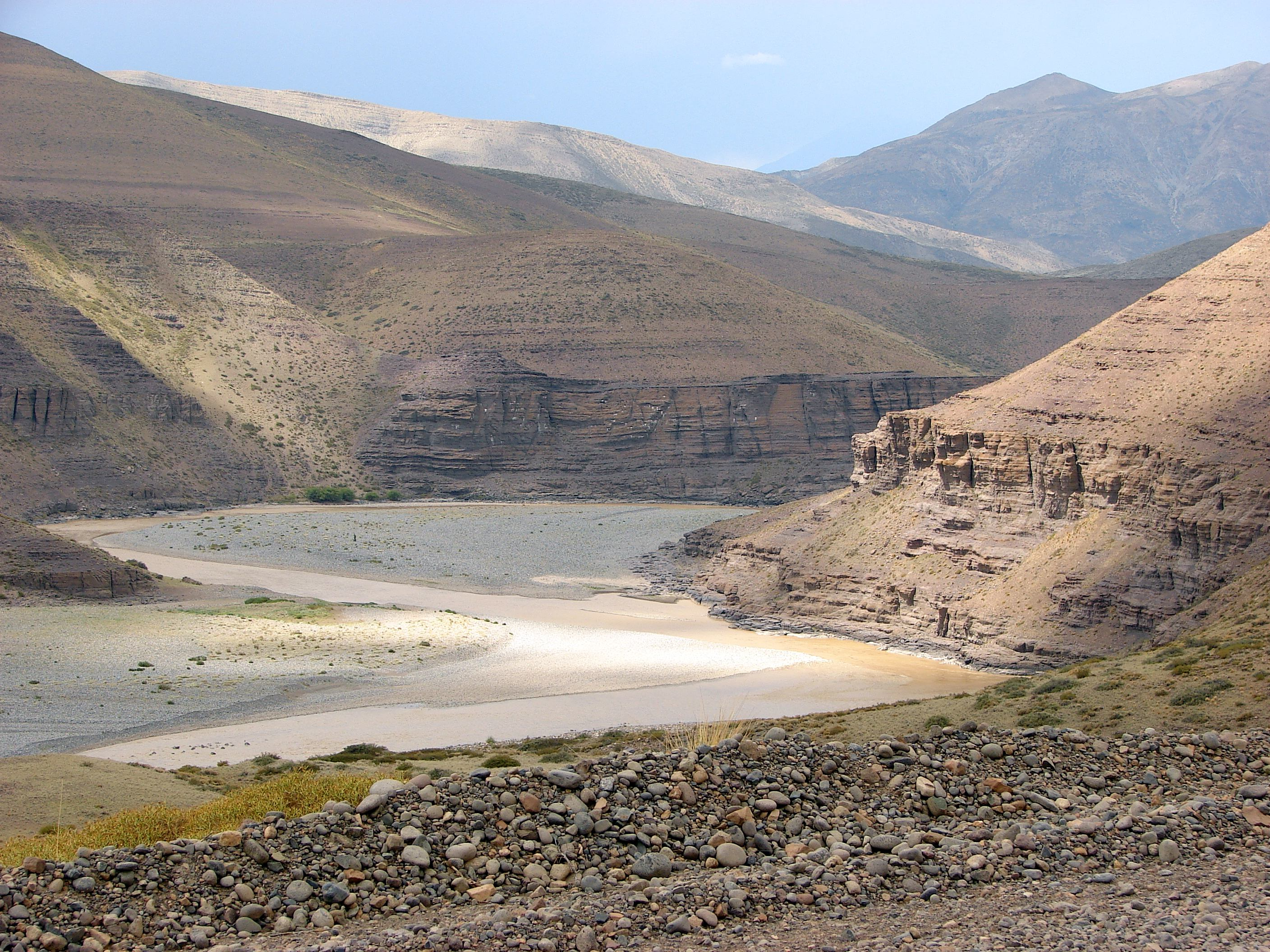
Río Neuquén en su ámbito natural.

El Colorado es el segundo río más importante de la Patagonia detrás del río Negro. Comúnmente sirve, señalar el lindo norte de la Patagonia argentina con las regiones Centro y Cuyo. Tiene sus fuentes en la cordillera de los Andes aproximadamente a 36°09′02″S 70°23′47″O / -36.15056, -70.39639), entre el cordón Mary al norte y los faldeos del volcán Domuyo al sur, esto es prácticamente al este de la conclusión del paso o collado transandino llamado "Paso Barrancas".
Fuera de la región andinopatagónica casi la totalidad de los ríos son alóctonos, es decir que no reciben afluentes, de régimen pluvioinvernal (provocada por las lluvias) y nival (provocada por el derretimiento de las nieves). Además de los bellos lagos glaciares existentes en el sector andinopatagónico, existen en medio de las secas altiplanicies patagónicas lagos y muchas lagunas, la mayoría de ellas saladas. Estos espejos de agua a lo largo de todo el siglo XX se han encontrado bajo un proceso de desecación transformándose en varios casos en "salinas" o salares, los dos principales lagos naturales de la Patagonia oriental extraandina se encuentran en el centro de la provincia de Chubut, son el lago Musters y el Colhué Huapi, ambos pertenecientes a la fase terminal de la actual cuenca endorreica del Río Senguerr, la cual hasta hace unos setenta años desagotaba intermitentemente por medio del río Chico en su emisario principal, el río Chubut. En la antigua confluencia de estos dos ríos se encuentra la represa que forma al lago artificial o embalse Florentino Ameghino; abundan en la Patagonia extraandina paleocauces llamados "cañadones" ocasionalmente reactivados en especial durante el deshielo de primavera, la existencia de tales paleocauces ha dado lugar a ciertas curiosidades cartográficas, por ejemplo en cierto modo gran parte de la Patagonia austral es una gigantesca isla ya que el lago Buenos Aires tiene dos emisarios: actualmente el principal, muy caudaloso y de escaso curso desagua en el océano Pacífico, el otro emisario, de extenso curso pero escaso caudal, es el río Deseado que desagua en el Océano Atlántico, en mapas existentes hasta la primera mitad del XX al sur del río Deseado y casi paralelos, aparecían dos ríos: el Bajos (o San Dionisio o Chacarmañac) y el Salado, desde mediados del XX de ellos sólo restan sus valles y "cañadones".

### Costas
En las costas hay acantilados originados por movimientos de ascenso y descenso de la corteza terrestre, llegando a superar los 300 metros de altura.
Las costas patagónicas de Argentina están dominadas por la presencia del acantilado, expresión del fin del macizo patagónico. Sus rasgos sobresalientes son el golfo San Matías; los golfos San José y Nuevo, que delimitan a la península Valdés, quizás la característica emblemática de la costa patagónica; la bahía Camarones; el golfo San Jorge; las rías de los ríos Deseado, Santa Cruz y Chico, Coyle o Coig, y Gallegos; la bahía San Julián; la bahía Grande; la punta Dungeness; la bahía San Sebastián, en Tierra del Fuego; y el cabo San Diego, separado de la isla de los Estados por el peligroso estrecho de Le Maire, al sur de la isla de Tierra del Fuego se encuentra el canal de Beagle al cual asoman los Andes Fueguinos y que presenta algunos fiordos como el de Lapataia.

## Recursos energéticos

### Petróleo
El 13 de diciembre de 1907 se halló petróleo por primera vez en Comodoro Rivadavia, mientras se hacía una perforación en busca de agua. A partir de allí comenzó en gran escala la explotación petrolera que aún continúa. La mayor concentración de petróleo de la Argentina se encuentra en la Patagonia. La Cuenca Neuquina, descubierta en 1918, es una de las zonas petroleras nacionales más importantes.

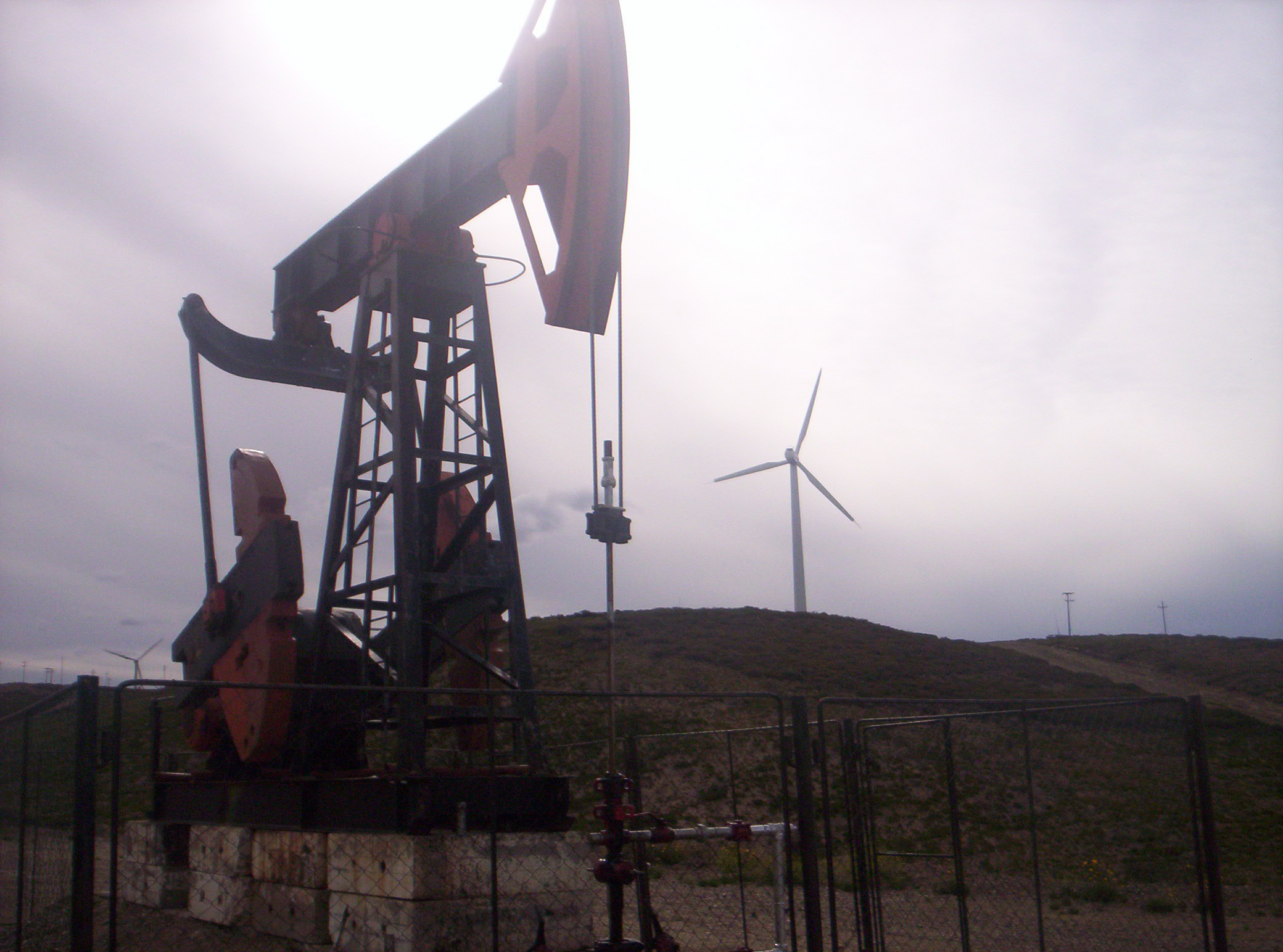
Balancín de petróleo con un molino eólico de fondo, ambos iconos de la energía patagónica.

Comodoro Rivadavia es Capital Nacional del Petróleo por ser el primer lugar donde se descubrió petróleo en el territorio nacional y además por su importante producción de hidrocarburos. Los yacimientos de explotación petrolera están ubicados en los alrededores de la cuenca del Golfo San Jorge y abastecen un importante porcentaje del consumo nacional. Es una de las cuencas petrolíferas más importantes de Sudamérica con una producción diaria de 1 000 000 de barriles de petróleo y 6 000 000 de m³ de gas. El área petrolera cuenta con un personal de 7000 trabajadores. Desde 2007 hasta 2009 se llevaron a cabo exploraciones en las aguas marinas próximas en búsqueda del oro negro. La primera etapa exploratoria implicó 52 días de trabajo ininterrumpidos para realizar los estudios en un área de 1700 km², de los cuales unos 600 pertenecen a Chubut y el resto, a Santa Cruz.
En la actualidad, la producción de hidrocarburos en Comodoro Rivadavia representa el 41 % de la producción de la Cuenca del golfo San Jorge, que a su vez alcanza el 31,5 % del total de producción del país.
Mención aparte merece Rincón de los Sauces por su gran producción que hizo crecer el pueblo hasta volverlo ciudad. Tal producción le valió el título de Capital Nacional de la Energía.

### Energía eólica
Por los imperantes vientos patagónicos la vida en el sur se moldea en torno a este. Comodoro Rivadavia impulsó en la región su desarrollo, ya que pese a su abundante producción de hidrocarburos, apostó al desarrollo de energías limpias y renovables para la protección del medio ambiente. Comodoro posee el mayor parque eólico sudamericano y uno de los más importantes de Latinoamérica. Otra localidad patagónica que se destaca en este rubro es Pico Truncado, localidad que posee un parque eólico y la primera planta experimental de hidrógeno. En Comodoro Rivadavia la planta experimental de generación de hidrógeno y oxígeno que la empresa Hychico S.A –integrante del grupo CAPSA CAPEX- montó en cercanías de Diadema Argentina, es un emprendimiento con características técnicas que permiten mostrarla al mundo, debido a que existen de tres a cinco similares a nivel internacional.
A escala industrial produce alrededor de 60 m³/h de hidrógeno y 60 m³/h de oxígeno por medio de electrólisis del agua, y genera energía eléctrica con un motogenerador alimentado por el H2 producido al que se agrega gas natural, o gas con alto contenido de CO2 dióxido de carbono. La energía eléctrica se utiliza en el yacimiento de CAPSA y el Oxígeno es comprimido y comercializado por la empresa Air Liquide S.A. A futuro, el proyecto se integrará con una granja eólica que será instalada en las proximidades de la planta, con lo cual se completará el ciclo renovable de energía alternativa. La planta tiene una superficie aproximada de 1000 m² y está conformada por unidades de tratamiento del agua para el proceso de generación de hidrógeno y oxígeno; transformación de energía; unidades de purificación de Hidrógeno y oxígeno y almacenaje de ambos gases.

## Historia

Disputa de la Patagonia Oriental, Tierra del Fuego y el estrecho de Magallanes entre Argentina y Chile durante el.

La región de la Patagonia fue descrita por primera vez por el naturalista francés Jean Antoine Victor de Martin de Moussy en su obra Descripción geográfica y estadística de la Confederación Argentina (1860-1864). Esta obra incluyó una de las primeras divisiones regionales del país. Además introdujo la división regional de la Mesopotamia. Uno de los acontecimientos más recordados a nivel regional y nacional fue la Patagonia rebelde o Patagonia trágica, evento protagonizado por los trabajadores anarcosindicalistas en rebelión de Río Gallegos, en la Patagonia Austral y que fueron reprimidos por el Ejército Argentino en el año 1921, con un saldo de más de 1500 muertos.
Entre 1842 y 1881 Chile y Argentina se disputaron la soberanía de la Patagonia Oriental.

### Pueblos originarios de la Patagonia

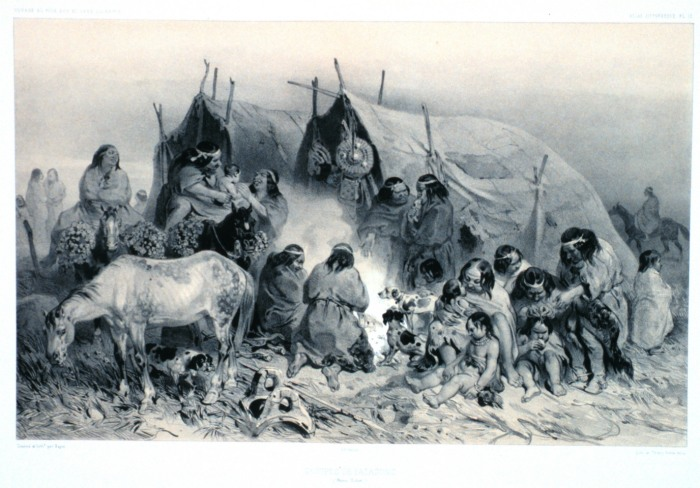
Ilustración de 1840 de una tribu aborigen y sus costumbres.

Desde mucho antes de la llegada de los españoles, la Patagonia estaba habitada por distintos grupos originarios.
- En la zona de los valles andinos (Neuquén, oeste de Río Negro y norte de Chubut) vivían los mapuches, tehuelches y una parcialidad huarpe que actualmente sólo es conocida por el nombre "pehuenche" que le dieron los mapuches.

- En la parte sur de Tierra del Fuego habitaban los yámanas, en el extremo sureste de dicha isla habitaban los mánekenk o haush, mientras que al centro y norte de la Isla Grande de Tierra del Fuego habitaban los onas o selknam.
- Los tsonk o patagones, del norte o gennakenk (llamados por los mapuches "puelches") y los del sur o aónikenk (llamados por los mapuches: "tehuelches"), se desplazaban a lo largo y ancho de la Patagonia.

## Descubrimientos paleontológicos

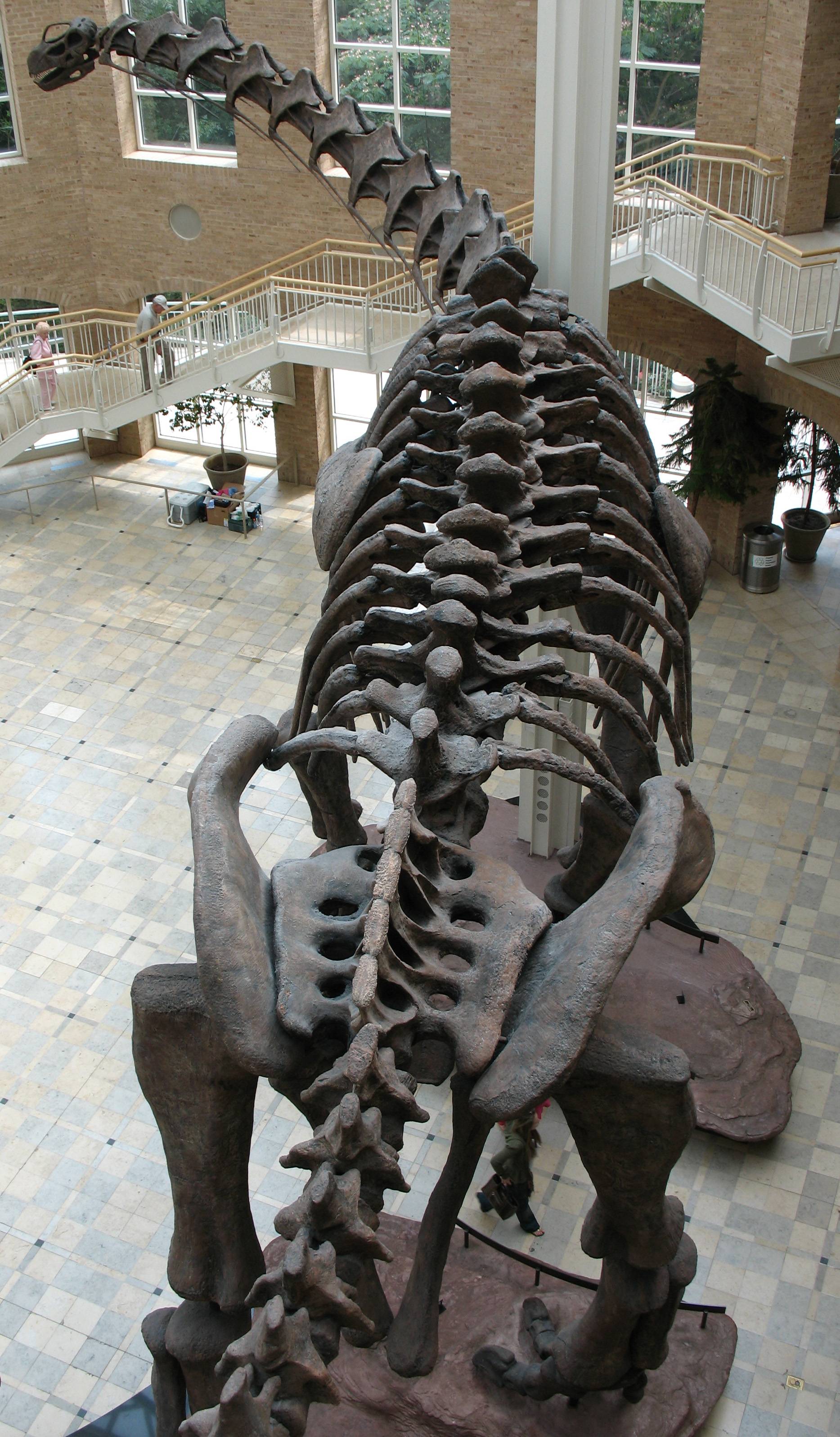
Réplica de Argentinosaurus en el Museo Fernbank, Atlanta, EE. UU.

Esta región estuvo habitada por dos gigantes famosos en el mundo por su tamaño: el Argentinosaurus, que es el animal terrestre más grande del que se tiene conocimiento, pudiendo llegar a medir 40 metros de largo y a pesar 80 toneladas; y el Giganotosaurus, uno de los más grandes terópodos conocidos, solo superado por el Spinosaurus pero ligeramente más grande que Carcharodontosaurus y Tyrannosaurus.
En el año 2002 un grupo de investigadores argentinos comenzó una investigación de la flora en la Patagonia junto a miembros de la Universidad de Pensilvania y del "Museo de Denver" de EE. UU.
Las investigaciones se realizaron en dos yacimientos: el del río Pichileufú (que abarca un área de alrededor de 30 km², en la Provincia de Río Negro) y el de laguna de Hunco (con una extensión de 1000 km², en el Chubut. Como resultado de estas investigaciones, se encontraron restos fósiles que pertenecen al Eoceno, dentro del Período Terciario, con una antigüedad de 50 millones de años.
En esa época la Patagonia tenía un tipo de clima subtropical (es semidesértico en la actualidad), con precipitaciones anuales de 1600 a 2000 mm (ahora de 100 a 150 mm) y su temperatura media era de 16/17 °C. Estas condiciones climáticas provocaron que la zona fuera una selva, de la que se pudieron encontrar 172 especies de plantas, la gran mayoría extintas.
Hoy, sólo es posible encontrar 20 especies de plantas, que fueron las que pudieron adaptarse al lento proceso de cambios climáticos.
Uno de los hallazgos que más sorprendió fue la presencia de eucaliptos, árbol que los científicos consideran oriundos de Australia. Con la aplicación del método de datación isótropa se comprobó que los mismos databan de unos 50 millones de años.
En la ciudad de Trelew, se encuentra el Museo Paleontológico Egidio Feruglio y (cerca de Gaiman)el Parque Paleontológico Bryn Gwyn, con fósiles del mesozoico y del cretácico.

## Cultura

### Religión en la Patagonia argentina
El Sur es la más peculiar de las regiones argentinas, en ella predomina el catolicismo, pero esta vez con el 61,5%, lo que la convierte en la región menos católica del país. Patagonia Argentina se destaca por concentrar la mayor cantidad de evangélicos con un 21,6% y ser la segunda más atea con el 11,7%, la segunda área que más minorías religiosas posee con el 1,5%. Finalmente se denota que es la zona del país donde más se encuentran mormones y testigos de Jehová con el 3,7%. 

### Dialecto rioplatense
El dialecto denominado rioplatense se ha diversificado como un subtipo en todas las provincias de la Patagonia argentina (incluyendo La Pampa) y es conocida popularmente como variante patagónica. Se denotan algunas variaciones levemente audibles en la fonología, entre los que se destaca la pronunciación de [ʒ] más relajada y una entonación menos rítmica, no llegando a aproximarse a [ʃ]. Esto quizás fue producto de la leve influencia de la gran cantidad de habitantes que provienen del país vecino cuyos hablantes ayudaron a poblar esta región. El léxico cuenta con algunos "chilenismos" y expresiones del país trasandino, otras voces procedentes de una variedad de lenguas indígenas de la región y de inmigrantes.

#### Características dialectales
En la región llama la atención algunas características que pasan desapercibidas a veces por sus habitantes. Una de ella es la preferencia general por la forma gentilicia «ense» (con algunas excepciones), antes de otras como «ino», «ano» u otros, suscitándose en la mayoría de las ciudades y sus respectivos gentilicios, ejemplo de esto se da en localidades como Caleta Olivia, donde es más popular llamar a sus habitantes "caletenses", en lugar de caletano o caletino; Río Gallegos "riogalleguense" en lugar de galleguino o galleguiano; Pico Truncado, podría dar truncadino tranquilamente, pero da truncadense prefiriendo esta terminación como las anteriores localidades.

## Turismo

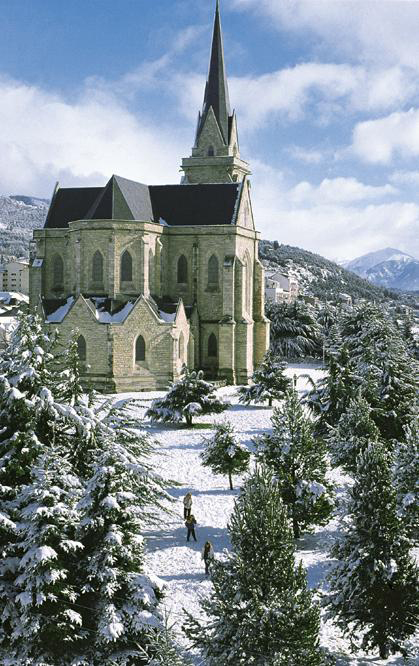
Vista de la catedral de Bariloche en período invernal.

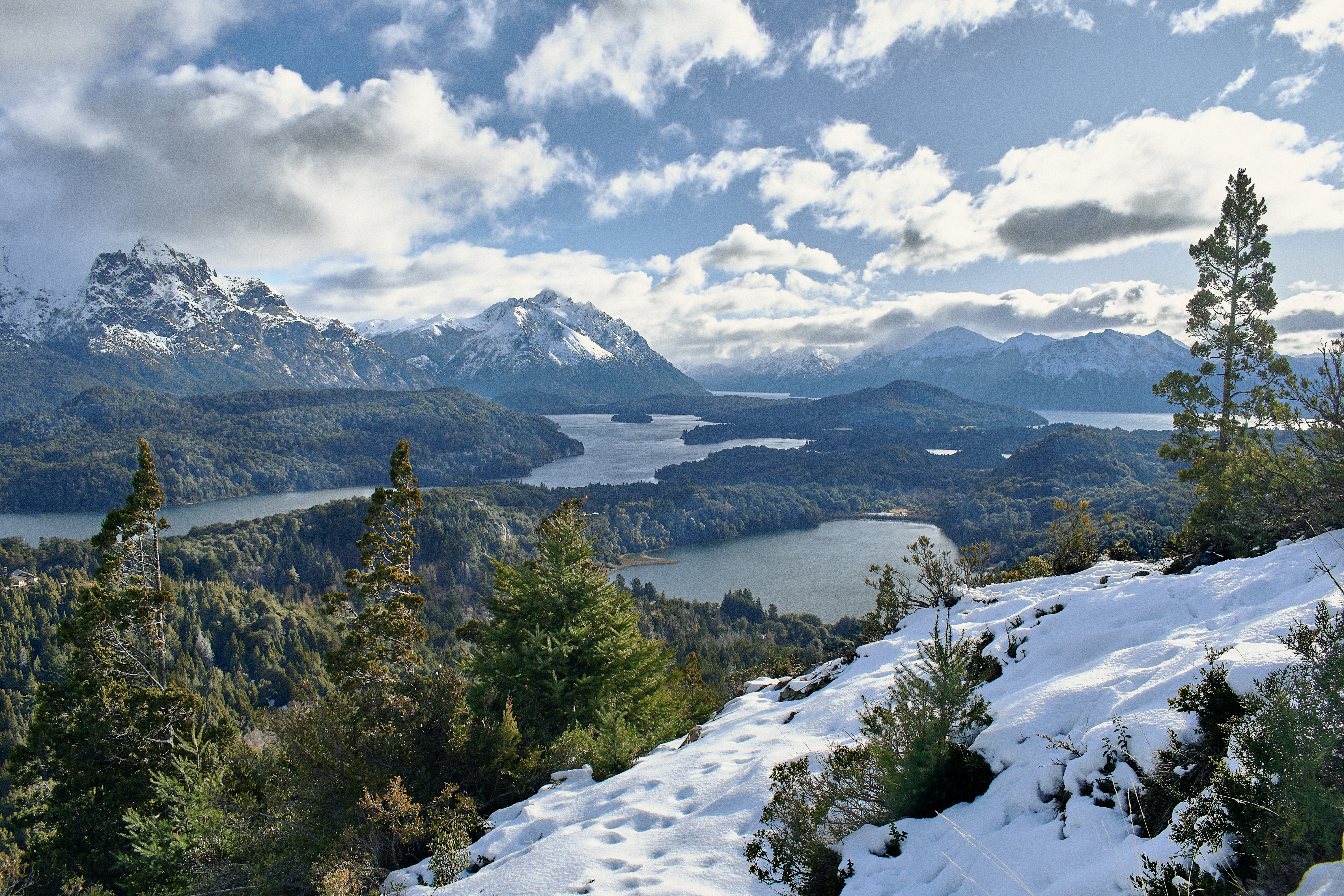
Circuito Chico en San Carlos de Bariloche

La región patagónica es una de las más visitadas de Argentina, tanto por nativos como por extranjeros, por sus numerosos paisajes y ciudades y sus bellas costas. En la provincia del Neuquén se encuentra la ciudad de Villa Traful, la cual tiene muy pocos habitantes y es uno de los lugares de mayor belleza del país. San Martín de los Andes también se encuentra en Neuquén, al igual que Villa La Angostura, ubicada muy cerca del cerro Bayo.

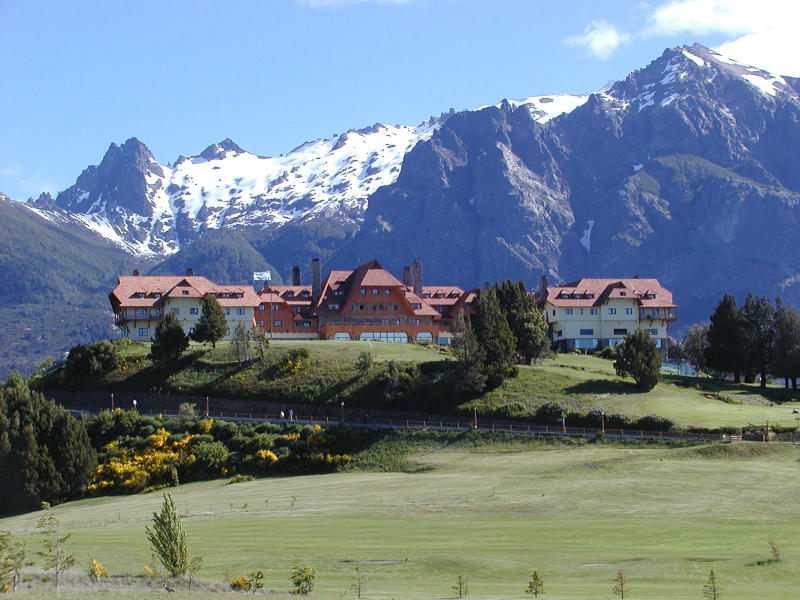
El Hotel Llao Llao en Bariloche, el destino más visitado de toda la Patagonia.

La provincia de Río Negro cuenta con un gran despliegue de ciudades turística, Se encuentra la ciudad de El Bolsón, San Carlos de Bariloche, el destino turístico patagónico más visitado y el tercero de Argentina. La ciudad, ubicada en la orilla sur del lago Nahuel Huapi, tiene un característico estilo. También se encuentra Las Grutas, el balneario patagónico más importante y uno de los más concurridos del país, posee bellas playas de arena fina y acantilados suaves. Contrario a lo que muchos piensan el sur brinda balnearios importantes, con aguas cristalinas, cálidas y limpias. Este es el caso de esta villa que supo ganar lugar en el mercado turístico y ponerse a nivel de los balnearios bonaerenses por la cantidad de turistas que la visitan. Al norte de la provincia encontramos la ciudad de General Roca, ideal para los amantes del deporte, con sus bardas para hacer mountain bike, caminatas y su Río Negro, para practicar Kayak. Podemos disfrutar en febrero de la cosecha de manzanas y peras, la cual se festeja con la Fiesta Nacional de la Manzana, donde concurren artistas nacionales e internacionales. Esta ciudad está rodeadas de álamos para evitar el paso del viento y así cuidar la agricultura.

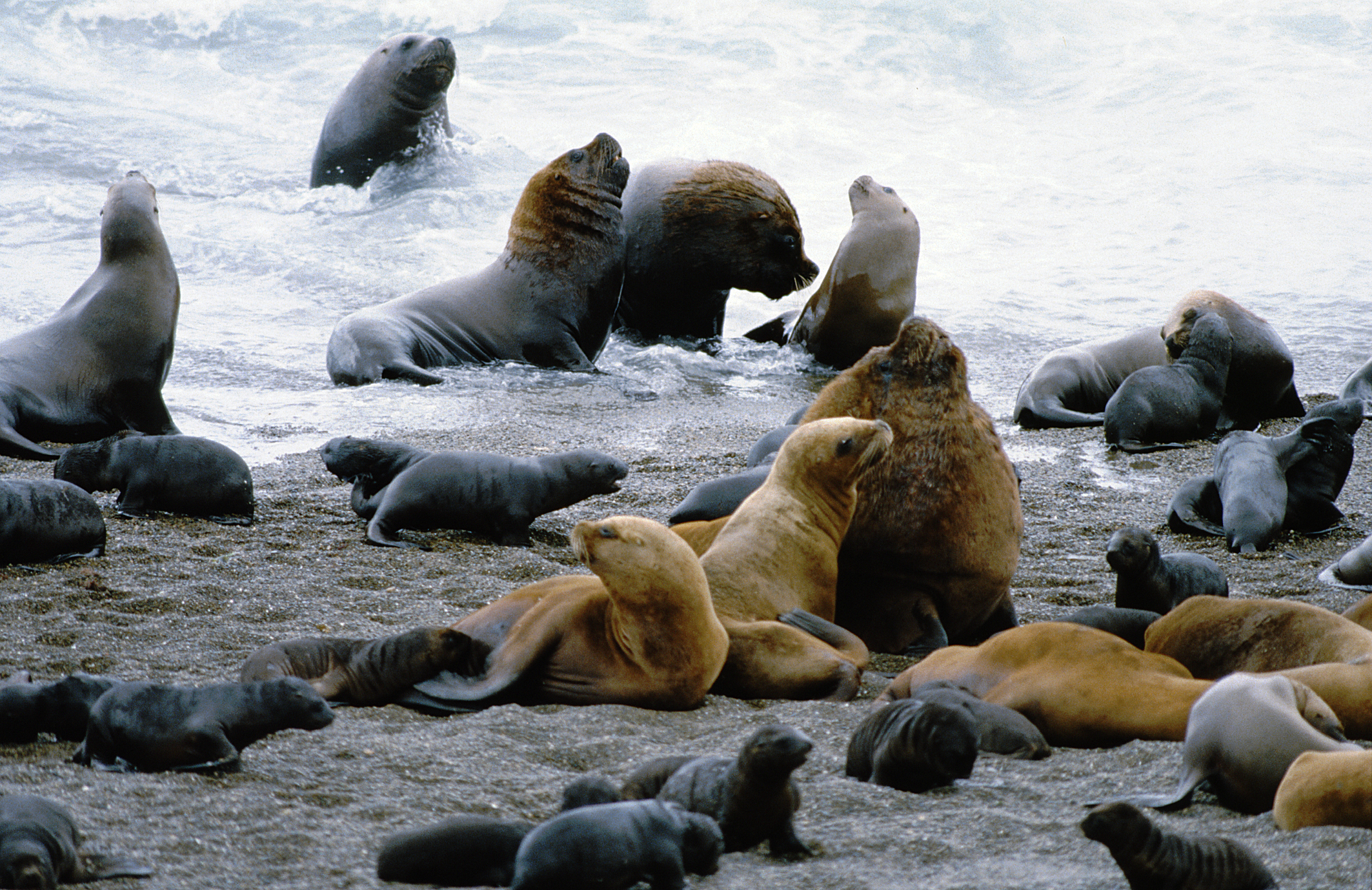
Península Valdés, uno de los mayores destinos de avistamiento de ballenas del planeta. Declarado Patrimonio de la Humanidad.

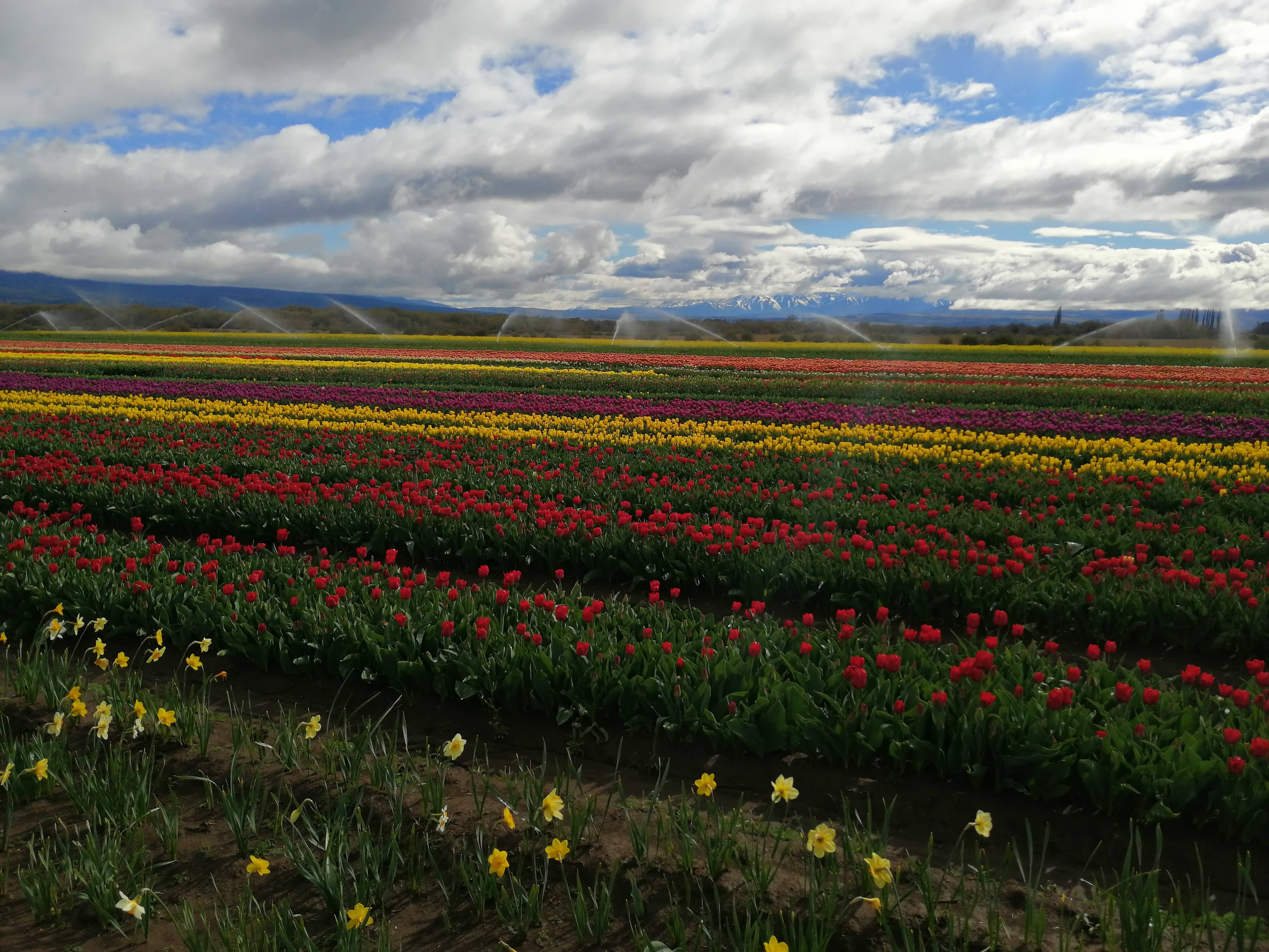
Trevelin, Futaleufú, Chubut

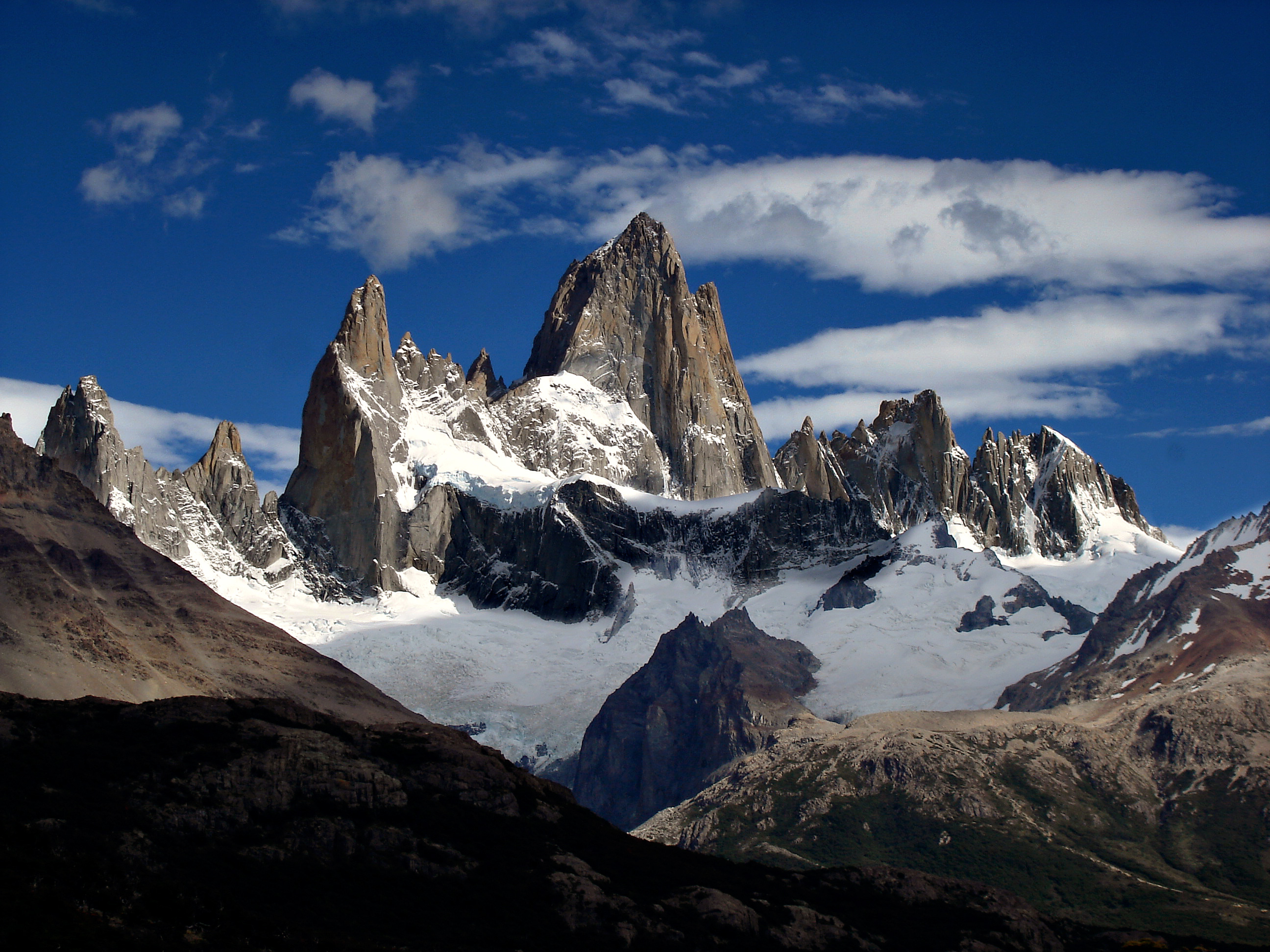
El Chaltén, Vista del monte Fitzroy desde el lado argentino.

En la provincia del Chubut se encuentra la ciudad de Esquel, en donde existe un importante centro de esquí. Puerto Madryn, ubicada sobre la costa atlántica, es un lugar privilegiado para el avistaje de ballenas y el balneario con más población del sur con playas de arena fina y suaves olas. Rada Tilly configura el balneario más austral del país, con su playa única de arena plana y fina. Por el efecto del mar se pueden practicar diversas actividades como ir en bicicleta, carrovelismo y fútbol, entre otros. La ciudad fue sede del mundial 2008 de carrovelismo.

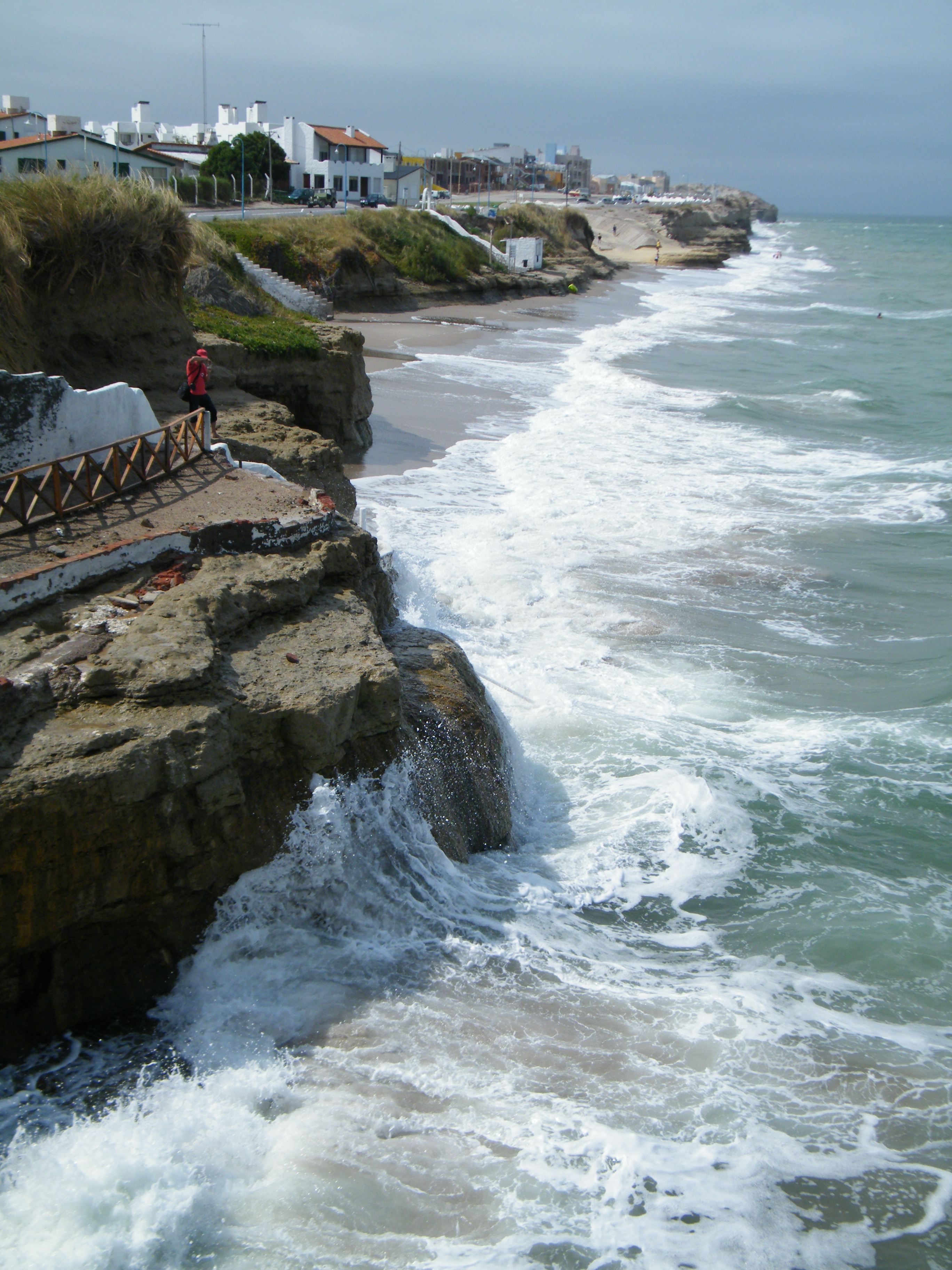
La ciudad costera de Las Grutas.

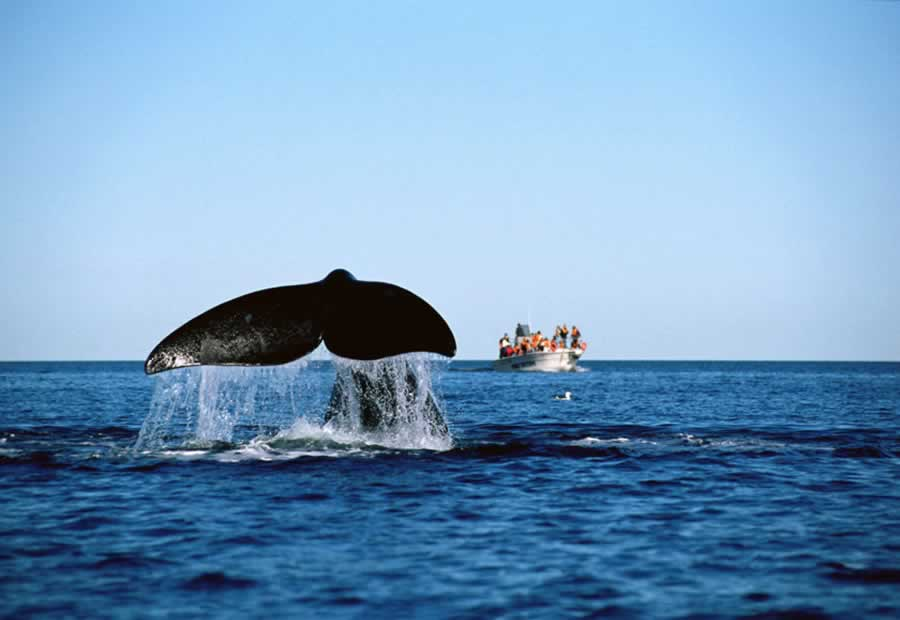
Ballena en Península Valdés

En la provincia de Santa Cruz se encuentra la ciudad de El Calafate, ubicada sobre la orilla del lago Argentino y cercana al parque nacional Los Glaciares, el cual alberga al glaciar Perito Moreno y a otros que conforman el paisaje de la región. También se encuentra la ciudad de El Chaltén, en donde puede visitarse el cerro Fitz Roy.
En la provincia de Tierra del Fuego se encuentra la ciudad de Ushuaia, famosa por ser una de las ciudades más australes del mundo y por albergar numerosos sitios de interés como el Canal de Beagle, el parque nacional Tierra del Fuego, el Museo del Fin del Mundo, el lago Fagnano, el lago Escondido y el centro de esquí más austral del mundo, el Cerro Castor, entre otros sitios.

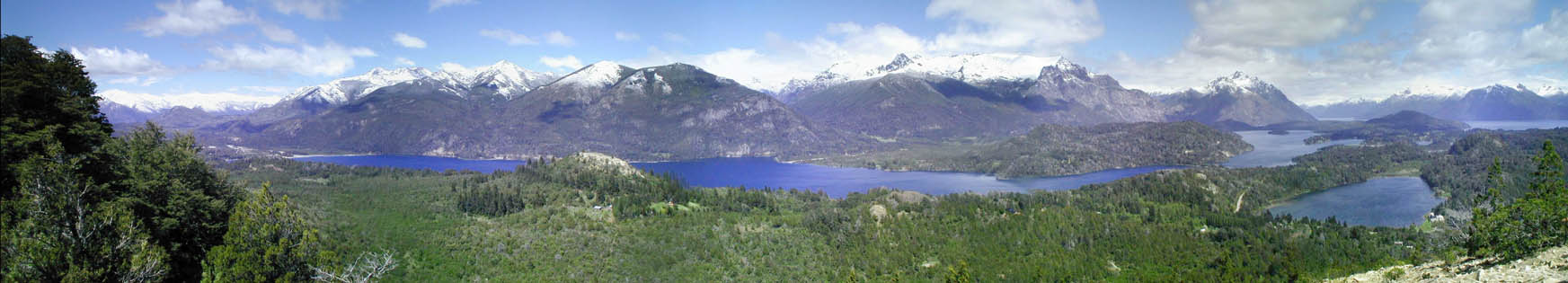
Cerros Catedral, López y Capilla, y los lagos Moreno y Nahuel Huapi, vistos desde el Cerro Campanario, en San Carlos de Bariloche, Argentina.

## Demografía

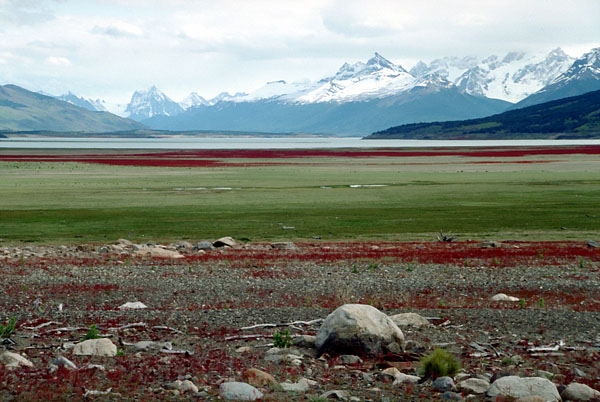
Paisaje de la Patagonia argentina extraandina, al fondo se observan los siempre nevados picos de la cordillera de los Andes desde los cuales descienden grandes glaciares.

Las cinco provincias tradicionalmente comprendidas en la región de la Patagonia argentina (es decir, sin incluir la provincia de La Pampa) tenían una población combinada de 1 482 002 habitantes según el censo de 1991 y 1 738 251 de acuerdo al de 2001, lo que equivale al 15,2% de crecimiento. La proyección media para 2015, está en el orden de los 2,430,600 habitantes.

### Tabla de las principales ciudades de la región
La región se caracteriza por su escasa población. Las aglomeraciones urbanas más grandes de la región son de tamaño mediano con respecto a las del resto del país dado que ninguna se ubica dentro de las 10 áreas urbanas más grandes.
La más importante la encabeza la ciudad de Neuquén junto a las vecinas ciudades de Cipolletti y Plottier, constituyendo el aglomerado urbano Neuquén-Plottier-Cipolletti. Este aglomerado se ubicó en la posición 14.ª de los más poblados en 2010 de Argentina.
El área metropolitana de Comodoro Rivadavia, (que incluye Rada Tilly y otras) ocupó la posición 23 a nivel nacional pero el tercer puesto dentro de los centros urbanos de la costa marítima argentina. Cabe recordar que hasta el censo de 1980 Comodoro aventajaba a Neuquén en cantidad de habitantes, y que luego en el censo de 1991 sería desplazada de su largo e histórico primer lugar en la Patagonia. Se erige como la mayor población costera de la región
Bariloche es otra de las ciudades que concentra gran población, se destaca por ser una de las ciudades turísticas más habitadas y por ser la localidad más poblada en la cordillera patagónica.
| N.º  | Ciudad                          | Provincia                | Censo2022 | Censo 2010 | Censo 2001 |
| ---- | ------------------------------- | ------------------------ | --------- | ---------- | ---------- |
| 1.º  | Neuquén - Plottier - Cipolletti | Neuquén / Río Negro      | 446.568   | 350 541    | 291 041    |
| 2.º  | Comodoro Rivadavia - Rada Tilly | Chubut                   | 214.724   | 186 136    | 141 840    |
| 3.º  | San Carlos de Bariloche         | Río Negro                | 135 755   | 112 887    | 89 092     |
| 4.º  | Río Gallegos                    | Santa Cruz               | 115.585   | 95 796     | 79 144     |
| 5.º  | General Roca                    | Río Negro                | 108.680   | 81 534     | 69 742     |
| 6.º  | Trelew                          | Chubut                   | 106.214   | 99 430     | 88 305     |
| 7.º  | Puerto Madryn                   | Chubut                   | 102.143   | 81 995     | 57 614     |
| 8.º  | Río Grande                      | Tierra del Fuego         | 98.443    | 66 475     | 52 681     |
| 9.º  | Viedma - Carmen de Patagones    | Río Negro / Buenos Aires | s/d       | 73 322     | 65 137     |
| 10.º | Ushuaia                         | Tierra del Fuego         | 79.538    | 56 593     | 45 430     |
| 11.º | Caleta Olivia                   | Santa Cruz               |           | 51 733     | 36 077     |
| 12.º | Cutral Có - Plaza Huincul       | Neuquén                  |           | 48 637     | 45 768     |
| 13.º | Centenario                      | Neuquén                  |           | 34 431     | 26 843     |
| 14.º | Villa Regina                    | Río Negro                |           | 33 089     | 27 516     |
| 15.º | Esquel                          | Chubut                   |           | 32 758     | 28 089     |
| 16.º | Zapala                          | Neuquén                  |           | 32 355     | 31 231     |
| 17.º | Rawson                          | Chubut                   |           | 31 787     | 22 493     |
| 18.º | San Martín de los Andes         | Neuquén                  |           | 28 599     | 22 432     |
| 19.º | Allen                           | Río Negro                |           | 27 443     | 20 733     |
| 20.º | Cinco Saltos                    | Río Negro                |           | 24 138     | 17 739     |

### Divisiones administrativas
La región se divide en 5 provincias y los partidos de Patagones y Villarino, estos se dividen en 56 departamentos, los más poblados son:
| N.º | Departamento  | Provincia        | Población (2010) | Población (2001) | Variación |
| --- | ------------- | ---------------- | ---------------- | ---------------- | --------- |
| 1   | Confluencia   | Neuquén          | 362 673          | 314 793          | 15,2%     |
| 2   | General Roca  | Río Negro        | 320 921          | 281 653          | 13,9%     |
| 3   | Escalante     | Chubut           | 186 583          | 143 689          | 29,8%     |
| 4   | Bariloche     | Río Negro        | 133 500          | 109 826          | 21,5%     |
| 5   | Rawson        | Chubut           | 131 313          | 115 829          | 13,3%     |
| 6   | Güer Aike     | Santa Cruz       | 113 267          | 92 878           | 21,9%     |
| 7   | Deseado       | Santa Cruz       | 107 630          | 72 953           | 47,5%     |
| 8   | Biedma        | Chubut           | 82 883           | 58 677           | 41,2%     |
| 9   | Río Grande    | Tierra del Fuego | 70 042           | 55 131           | 27,0%     |
| 10  | Adolfo Alsina | Río Negro        | 57 317           | 50 701           | 13,0%     |